# 아펜첼주
아펜첼주(독일어: Kanton Appenzell)는 1513년 이전의 스위스의 칸톤이었다. 지금은 반주로 분리되었다.

## 현재 갈라져 있는 칸톤
- 아펜첼아우서로덴주
- 아펜첼이너로덴주

## 같이 보기
- 반주